# Carlos Augusto Segato
Carlos Augusto Segato (Itapeva, 1960) é um escritor brasileiro.

## Carreira
Trabalhando como analista de TI do Banco do Brasil, estreou na literatura com a publicação de "A morte do Conde", em 1987, pela Editora Moderna. Mora em Brasília desde 1999 e já publicou histórias infantis conhecidas em todo o país como "A terra das coisas perdidas" (Atual Editora, 1994), "Um rato na biblioteca" (Atual Editora, 1995) e "Resgate de Amor" (Quinteto/FTD, 1996). Em 2008, publicou dois livros: "Yacamin, a floresta sem fim" (Giz Editorial, 2008) e "O raposo e as luvas" (Positivo, 2008). Em 2012 publicou "A última flor de abril" pela Editora Saraiva, em parceria com o escritor mineiro Alexandre Azevedo, chegando à marca de dezenove livros publicados em 25 anos de carreira.
Em julho de 2019 saiu seu vigésimo livro, "Pretérito mais que imperfeito", o segundo em parceria com Alexandre Azevedo, pela Editora Bagaço, de Recife.

## Obras
- 1987 - A Morte do Conde[2] - Editora Moderna - esgotado
- 1988 - O Reino de Muito Longe[2] - Atual Editora - esgotado
- 1989 - A Estrada de San Martín - Atual Editora - esgotado
- 1990 - O Sonhador Aprendiz[2] - Editora Moderna - esgotado
- 1994 - A Terra das Coisas Perdidas[3] - Atual Editora
- 1994 - A Mansão Bem-Assombrada[3] - Editora Moderna - esgotado
- 1995 - A Fúria do Mundo[2] - Editora Moderna - esgotado
- 1995 - Um Rato na Biblioteca[3] - Atual Editora
- 1996 - Quem me Dera, Colibri![2] - Atual Editora
- 1996 - Resgate de Amor[2][3] - Quinteto Editorial
- 1996 - Alarico Vidro e Lata - Editora Palavra Mágica - esgotado
- 1998 - Rafipan, a Esquina do Mundo[2] - Atual Editora - esgotado
- 1998 - Não Vem que Não Tem - Editora Palavra Mágica - edição limitada
- 2001 - O Incrível Rapto de Rosabela[3] - RHJ Livros
- 2002 - Triângulo de Fogo[2] (em parceria com Rosana Rios e Giselda Laporta Nicolelis) - Saraiva
- 2005 - O Mistério dos Dois Candangos[2] - Editora Escala Educacional
- 2008 - Yacamin, a Floresta sem Fim - Giz Editorial
- 2008 - O Raposo e as Luvas[2] - Editora Positivo
- 2012 - A Última Flor de Abril (em parceria com Alexandre Azevedo) - Saraiva
- 2019 - Pretérito mais que imperfeito[1] (em parceria com Alexandre Azevedo) - Bagaço